# Saint-Pierre-la-Garenne
Saint-Pierre-la-Garenne è un comune francese di 918 abitanti situato nel dipartimento dell'Eure nella regione della Normandia.

## Società

### Evoluzione demografica
Abitanti censiti